# Aulonothroscus cupido
Aulonothroscus cupido is een keversoort uit de familie dwergkniptorren (Throscidae). De wetenschappelijke naam van de soort werd in 1963 gepubliceerd door Antonio Cobos Sánchez.